# خالد قاسمی
خالد قاسمی (انگلیسی: Khaled Gasmi؛ زادهٔ ۸ آوریل ۱۹۵۳) بازیکن سابق فوتبال اهل تونس است.
وی عضو تیم ملی فوتبال تونس در جام جهانی فوتبال ۱۹۷۸ بوده‌است.